# Жестокий ручей
«Жестокий ручей» (англ. Mean Creek; другие варианты названия «Бухта мести», «Заброшенная бухта», «Большая река», «Злая речка») — драматический фильм 2004 года.

## Сюжет
Сэму досталось от школьного хулигана Джорджа. Старший брат Сэма Рокки вместе со своими друзьями решает проучить задиру. Подростки приглашают Джорджа на выдуманный день рождения Сэма и вшестером отправляются кататься на лодке по реке.
Затем они начинают игру «Правда или желание», в которой игроку, в зависимости от того, что он выбрал, следует либо честно ответить на вопрос, либо выполнить желание другого игрока. Цель затеянной игры в том, чтобы, когда Джордж выберет желание, заставить его раздеться догола и спрыгнуть в воду, а самим уплыть, оставив его одного с позором возвращаться домой.
Вскоре Сэм просит старшего брата об отмене плана, но Марти (один из друзей Рокки) не хочет отказываться от затеи. Между Джорджем и Марти начинается конфликт, в результате которого Джордж падает за борт и погибает.
Испуганные подростки не знают, что им делать. Марти говорит, что за подобное преступление по закону положен тюремный срок. В итоге ребята решают скрыть убийство и закапывают труп на берегу недалеко от места трагедии.
Через некоторое время после возвращения по домам все подростки, кроме Марти, решают сознаться в преступлении и отправляются к матери Джорджа. Марти, ограбив магазин, бросается в бега.

## В ролях
| Актёр              | Роль              |
| ------------------ | ----------------- |
| Рори Калкин        | Сэм Мэррик        |
| Джош Пек           | Джордж Туни       |
| Скотт Мекловиц     | Марти             |
| Тревор Морган      | Рокки Мэррик      |
| Райан Келли        | Клайд             |
| Карли Шредер       | Милли             |
| Брэндон Уильямс    | Кайл              |
| Хит Лоурвуд        | Джаспер           |
| Раиса Флеминг      | мать Джорджа      |
| Джеймс В. Кроуфорд | Том               |
| Шелли Липкин       | отец Сэма и Рокки |
| Каз Гарас          | детектив          |
| Хагай Шахам        | офицер полиции    |

## Критика
На агрегаторе рецензий Rotten Tomatoes фильм получил 89 % положительных отзывов на основе 124 отзывов со средней оценкой 7,3 из 10. Критический консенсус сайта гласит: «Это неприятно захватывающий взгляд на небрежную жестокость молодежи».
Роджер Эберт поставил 3 звезды из 4, похвалив игру и концепцию подростков, принимающих сознательные моральные решения, и написал: «„Жестокий ручей“ присоединяется к небольшой группе фильмов, включая „На берегу реки“ и „Садист“, в которых точно и болезненно рассматриваются последствия поведения групп, которые не могут остановиться. Этот фильм был бы бесценным инструментом для нравственного воспитания в школах, для обсуждения ситуационной этики и отказа идти вместе с толпой».